# شرابة الحرير البيضاوية
شرابة الحرير البيضاوية (الاسم العلمي:Garrya ovata) هي نوع من النباتات يتبع جنس شرابة الحرير من فصيلة شرابات الحرير.